# Max Ettinger
Max Ettinger (Leopoli, 27 dicembre 1874 – Basilea, 19 luglio 1951) è stato un compositore tedesco.
Ebreo, fu autore di musica da camera e opere varie ispirate alla sua cultura. Particolarmente significativo il suo balletto Der Dybbuq. Nel 1933 si trasferì in Svizzera per non essere perseguitato.